# Димитров, Иван
Иван Миланов Димитров (14 мая 1935 — 1 января 2019) — болгарский футболист, который играл на позиции защитника. Наиболее известен по выступлениям за «Локомотив София» и сборную Болгарии.

## Биография
Иван Димитров родился 14 мая 1935 года. Начал заниматься футболом в клубе «Академик София». Затем поочерёдно выступал за софийские «Строитель» и «Торпедо». В столичный «Локомотив» пришёл из команды «Завод 12».
Свой первый матч в высшей лиге с «железнодорожниками» он провёл 30 мая 1956 года и играл в команде до июня 1965 года, проведя в клубе десять сезонов. За это время отыграл за «Локомотив» 215 матчей и забил два гола. С 1960 года и до ухода из команды был капитаном «Локомотива». В статусе капитана в 1964 году вместе с «Локомотивом» завоевал титул чемпиона Болгарии; также два раза был вторым и один раз — третьим.
Во второй половине 1965 года перешёл в «Спартак София». С этой командой в 1968 году стал обладателем Кубка Советской армии (национальный кубок). Весной 1969 года перешёл в столичный «Академик», где играл до апреля 1971 года. Всего в чемпионате Болгарии провёл 340 матчей.
С 1957 по 1970 год сыграл 70 матчей в сборной Болгарии, в девяти был её капитаном. Участник отборочных и финальных турниров чемпионатов мира 1962 года в Чили и 1970 года в Мексике. Он также участвовал в футбольном турнире на летних Олимпийских играх 1960 года в Италии. Димитров был близок к выходу на чемпионат Европы 1968 года, но в плей-офф Болгария со счётом 3:4 уступила Италии.
Также Димитров сыграл четыре матча во второй сборной, два — в молодёжной (один как капитан) и четыре — в юношеской (три с капитанской повязкой).
Обладатель звания «Заслуженный мастер спорта». По профессии — инженер-строитель.
Иван Димитров умер 1 января 2019 года в возрасте 83 лет.